# オリンピックのアルペンスキー競技・メダリスト一覧
オリンピックのアルペンスキー競技・メダリスト一覧 (オリンピックのアルペンスキーきょうぎ・メダリストいちらん)は、1936年から2022年までの冬季オリンピックアルペンスキー競技におけるメダリストの一覧である。

## 男子

### 滑降
| 大会名                      | 金                                              | 銀                                                  | 銅                                              |
| --------------------------- | ----------------------------------------------- | --------------------------------------------------- | ----------------------------------------------- |
| 1948 サンモリッツ           | アンリ・オレーユ フランス (FRA)                 | フランツ・ガーブル オーストリア (AUT)               | カール・モリトール スイス (SUI)                 |
| 1948 サンモリッツ           | アンリ・オレーユ フランス (FRA)                 | フランツ・ガーブル オーストリア (AUT)               | ラルフ・オリンガー スイス (SUI)                 |
| 1952 オスロ                 | ツェノ・コロ イタリア (ITA)                     | オトマール・シュナイダー オーストリア (AUT)         | クリスティアン・プラフダ オーストリア (AUT)     |
| 1956 コルティナダンペッツォ | トニー・ザイラー オーストリア (AUT)             | レーモン・フェレー スイス (SUI)                     | アンドレアス・モルテラー オーストリア (AUT)     |
| 1960 スコーバレー           | ジャン・ヴュアルネ フランス (FRA)               | ハンス＝ペーター・ラーニヒ 東西統一ドイツ (EUA)     | ギー・ペリヤ フランス (FRA)                     |
| 1964 インスブルック         | エゴン・ツィマーマン オーストリア (AUT)         | レオ・ラクロワ フランス (FRA)                       | ヴォルフガング・バルテルス 東西統一ドイツ (EUA) |
| 1968 グルノーブル           | ジャン＝クロード・キリー フランス (FRA)         | ギー・ペリヤ フランス (FRA)                         | ジャン＝ダニエル・デートヴィラー スイス (SUI)   |
| 1972 札幌                   | ベルンハルト・ルッシ スイス (SUI)               | ローラン・コロンバン スイス (SUI)                   | ハイニ・メスナー オーストリア (AUT)             |
| 1976 インスブルック         | フランツ・クラマー オーストリア (AUT)           | ベルンハルト・ルッシ スイス (SUI)                   | ヘルベルト・プランク イタリア (ITA)             |
| 1980 レークプラシッド       | レオンハルト・シュトック オーストリア (AUT)     | ペーター・ヴィルンスベルガー オーストリア (AUT)     | スティーヴ・ポドボルスキー カナダ (CAN)         |
| 1984 サラエボ               | ビル・ジョンソン アメリカ合衆国 (USA)           | ペーター・ミュラー スイス (SUI)                     | アントン・シュタイナー オーストリア (AUT)       |
| 1988 カルガリー             | ピルミン・ツルブリッゲン スイス (SUI)           | ペーター・ミュラー スイス (SUI)                     | フランク・ピカール フランス (FRA)               |
| 1992 アルベールビル         | パトリック・オルトリープ オーストリア (AUT)     | フランク・ピカール フランス (FRA)                   | ギュンター・マーダー オーストリア (AUT)         |
| 1994 リレハンメル           | トミー・モー アメリカ合衆国 (USA)               | チェーティル・アンドレ・オーモット ノルウェー (NOR) | エド・ポディヴィンスキー カナダ (CAN)           |
| 1998 長野                   | ジャン＝リュック・クレティエ フランス (FRA)     | ラッセ・チュース ノルウェー (NOR)                   | ハンネス・トリンクル オーストリア (AUT)         |
| 2002 ソルトレイクシティ     | フリッツ・シュトロブル オーストリア (AUT)       | ラッセ・チュース ノルウェー (NOR)                   | シュテファン・エバーハーター オーストリア (AUT) |
| 2006 トリノ                 | アントワーヌ・デネリア フランス (FRA)           | ミヒャエル・ヴァルヒホーファー オーストリア (AUT)   | ブルーノ・ケルネン スイス (SUI)                 |
| 2010 バンクーバー           | ディディエ・デファゴ スイス (SUI)               | アクセル・ルンド・スヴィンダル ノルウェー (NOR)     | ボディー・ミラー アメリカ合衆国 (USA)           |
| 2014 ソチ                   | マティアス・マイヤー オーストリア (AUT)         | クリストフ・インネルホファー イタリア (ITA)         | チェーティル・ヤンスルード ノルウェー (NOR)     |
| 2018 平昌                   | アクセル・ルンド・スヴィンダル ノルウェー (NOR) | チェーティル・ヤンスルード ノルウェー (NOR)         | ベアト・フォイツ スイス (SUI)                   |
| 2022 北京                   | ベアト・フォイツ スイス (SUI)                   | ヨアン・クラレイ フランス (FRA)                     | マティアス・マイヤー オーストリア (AUT)         |

### 回転
| 大会名                      | 金                                                    | 銀                                                | 銅                                                |
| --------------------------- | ----------------------------------------------------- | ------------------------------------------------- | ------------------------------------------------- |
| 1948 サンモリッツ           | エディ・ラインアルター スイス (SUI)                   | ジェームズ・クッテ フランス (FRA)                 | アンリ・オレーユ フランス (FRA)                   |
| 1952 オスロ                 | オトマール・シュナイダー オーストリア (AUT)           | スタイン・エリクセン ノルウェー (NOR)             | グットルム・ベルゲ ノルウェー (NOR)               |
| 1956 コルティナダンペッツォ | トニー・ザイラー オーストリア (AUT)                   | 猪谷千春 日本 (JPN)                               | スティグ・ソランダー スウェーデン (SWE)           |
| 1960 スコーバレー           | エルンスト・ヒンターゼーア オーストリア (AUT)         | マティアス・ライトナー オーストリア (AUT)         | シャルル・ボゾン フランス (FRA)                   |
| 1964 インスブルック         | ヨーゼフ・シュティグラー オーストリア (AUT)           | ビリー・キッド アメリカ合衆国 (USA)               | ジェームズ・ヒューガ アメリカ合衆国 (USA)         |
| 1968 グルノーブル           | ジャン＝クロード・キリー フランス (FRA)               | ヘルベルト・フーバー オーストリア (AUT)           | アルフレート・マット オーストリア (AUT)           |
| 1972 札幌                   | フランシスコ・フェルナンデス・オチョア スペイン (ESP) | グスタヴォ・トエニ イタリア (ITA)                 | ローランド・トエニ イタリア (ITA)                 |
| 1976 インスブルック         | ピエロ・グロス イタリア (ITA)                         | グスタヴォ・トエニ イタリア (ITA)                 | ヴィリー・フロンメルト リヒテンシュタイン (LIE)   |
| 1980 レークプラシッド       | インゲマル・ステンマルク スウェーデン (SWE)           | フィリップ・メーア アメリカ合衆国 (USA)           | ジャック・リュティ スイス (SUI)                   |
| 1984 サラエボ               | フィリップ・メーア アメリカ合衆国 (USA)               | スティーヴ・メーア アメリカ合衆国 (USA)           | ディディエ・ブーヴェ フランス (FRA)               |
| 1988 カルガリー             | アルベルト・トンバ イタリア (ITA)                     | フランク・ヴェルンドゥル 西ドイツ (FRG)           | パウル・フロンメルト リヒテンシュタイン (LIE)     |
| 1992 アルベールビル         | フィン・クリスチャン・ヤッゲ ノルウェー (NOR)         | アルベルト・トンバ イタリア (ITA)                 | ミヒャエル・トリッチャー オーストリア (AUT)       |
| 1994 リレハンメル           | トーマス・シュタンガッシンガー オーストリア (AUT)     | アルベルト・トンバ イタリア (ITA)                 | ユーレ・コシール スロベニア (SLO)                 |
| 1998 長野                   | ハンス・ペテル・ブロース ノルウェー (NOR)             | オーレ・クリスチャン・フルセット ノルウェー (NOR) | トーマス・シコラ オーストリア (AUT)               |
| 2002 ソルトレイクシティ     | ジャン＝ピエール・ヴィダル フランス (FRA)             | セバスチャン・アミエ フランス (FRA)               | ベンヤミン・ライヒ オーストリア (AUT)             |
| 2006 トリノ                 | ベンヤミン・ライヒ オーストリア (AUT)                 | ラインフリート・ヘルプスト オーストリア (AUT)     | ライナー・シェーンフェルダー オーストリア (AUT)   |
| 2010 バンクーバー           | ジュリアーノ・ラッツォーリ イタリア (ITA)             | イビツァ・コステリッツ クロアチア (CRO)           | アンドレ・ミレル スウェーデン (SWE)               |
| 2014 ソチ                   | マリオ・マット オーストリア (AUT)                     | マルセル・ヒルシャー オーストリア (AUT)           | ヘンリック・クリストファーセン ノルウェー (NOR)   |
| 2018 平昌                   | アンドレ・ミレル スウェーデン (SWE)                   | ラモン・ツェンヘウゼルン スイス (SUI)             | ミヒャエル・マット オーストリア (AUT)             |
| 2022 北京                   | クレマン・ノエル フランス (FRA)                       | ヨハネス・シュトロルツ オーストリア (AUT)         | セバスチャン・フォス＝ソレボーグ ノルウェー (NOR) |

### 大回転
| 大会名                      | 金                                              | 銀                                                  | 銅                                                  |
| --------------------------- | ----------------------------------------------- | --------------------------------------------------- | --------------------------------------------------- |
| 1952 オスロ                 | スタイン・エリクセン ノルウェー (NOR)           | クリスティアン・プラフダ オーストリア (AUT)         | トニー・シュピース オーストリア (AUT)               |
| 1956 コルティナダンペッツォ | トニー・ザイラー オーストリア (AUT)             | アンデアル・モルテラー オーストリア (AUT)           | ヴァルター・シュスター オーストリア (AUT)           |
| 1960 スコーバレー           | ロジェ・シュタウプ スイス (SUI)                 | ヨーゼフ・シュティグラー オーストリア (AUT)         | エルンスト・ヒンターゼーア オーストリア (AUT)       |
| 1964 インスブルック         | フランソワ・ボンリュー フランス (FRA)           | カール・シュランツ オーストリア (AUT)               | ヨーゼフ・シュティグラー オーストリア (AUT)         |
| 1968 グルノーブル           | ジャン＝クロード・キリー フランス (FRA)         | ヴィリー・ファーブル スイス (SUI)                   | ハイニ・メスナー オーストリア (AUT)                 |
| 1972 札幌                   | グスタヴォ・トエニ イタリア (ITA)               | エドムント・ブルックマン スイス (SUI)               | ヴェルナー・マットル スイス (SUI)                   |
| 1976 インスブルック         | ハイニ・ヘンミ スイス (SUI)                     | エルンスト・ゴート スイス (SUI)                     | インゲマル・ステンマルク スウェーデン (SWE)         |
| 1980 レークプラシッド       | インゲマル・ステンマルク スウェーデン (SWE)     | アンドレアス・ヴェンツェル リヒテンシュタイン (LIE) | ハンス・エン オーストリア (AUT)                     |
| 1984 サラエボ               | マックス・ユーレン スイス (SUI)                 | ユーレ・フランコ ユーゴスラビア (YUG)               | アンドレアス・ヴェンツェル リヒテンシュタイン (LIE) |
| 1988 カルガリー             | アルベルト・トンバ イタリア (ITA)               | フーベルト・シュトロルツ オーストリア (AUT)         | ピルミン・ツルブリッゲン スイス (SUI)               |
| 1992 アルベールビル         | アルベルト・トンバ イタリア (ITA)               | マーク・ジラルデリ ルクセンブルク (LUX)             | チェーティル・アンドレ・オーモット ノルウェー (NOR) |
| 1994 リレハンメル           | マルクス・ヴァスマイヤー ドイツ (GER)           | ウルス・ケーリン スイス (SUI)                       | クリスティアン・マイヤー オーストリア (AUT)         |
| 1998 長野                   | ヘルマン・マイヤー オーストリア (AUT)           | シュテファン・エバーハーター オーストリア (AUT)     | ミヒャエル・フォン・グリュニゲン スイス (SUI)       |
| 2002 ソルトレイクシティ     | シュテファン・エバーハーター オーストリア (AUT) | ボディー・ミラー アメリカ合衆国 (USA)               | ラッセ・チュース ノルウェー (NOR)                   |
| 2006 トリノ                 | ベンヤミン・ライヒ オーストリア (AUT)           | ジョエル・シュナル フランス (FRA)                   | ヘルマン・マイヤー オーストリア (AUT)               |
| 2010 バンクーバー           | カルロ・ヤンカ スイス (SUI)                     | チェーティル・ヤンスルード ノルウェー (NOR)         | アクセル・ルンド・スヴィンダル ノルウェー (NOR)     |
| 2014 ソチ                   | テッド・リゲティ アメリカ合衆国 (USA)           | スティーブ・ミシエ フランス (FRA)                   | アレクシス・パンテュロー フランス (FRA)             |
| 2018 平昌                   | マルセル・ヒルシャー オーストリア (AUT)         | ヘンリック・クリストファーセン ノルウェー (NOR)     | アレクシス・パンテュロー フランス (FRA)             |
| 2022 北京                   | マルコ・オーデルマット スイス (SUI)             | ジャン・クラニェツ スロベニア (SLO)                 | マチュー・フェーブル フランス (FRA)                 |

### スーパー大回転
| 大会名                  | 金                                                  | 銀                                                | 銅                                                  |
| ----------------------- | --------------------------------------------------- | ------------------------------------------------- | --------------------------------------------------- |
| 1988 カルガリー         | フランク・ピカール フランス (FRA)                   | ヘルムート・マイヤー オーストリア (AUT)           | ラルス＝ベーリ・エリクソン スウェーデン (SWE)       |
| 1992 アルベールビル     | チェーティル・アンドレ・オーモット ノルウェー (NOR) | マーク・ジラルデリ ルクセンブルク (LUX)           | ヤン・アイナル・トールセン ノルウェー (NOR)         |
| 1994 リレハンメル       | マルクス・ヴァスマイヤー ドイツ (GER)               | トミー・モー アメリカ合衆国 (USA)                 | チェーティル・アンドレ・オーモット ノルウェー (NOR) |
| 1998 長野               | ヘルマン・マイヤー オーストリア (AUT)               | ディディエ・キュシュ スイス (SUI)                 | 2位が同タイムのため無し                             |
| 1998 長野               | ヘルマン・マイヤー オーストリア (AUT)               | ハンス・クナウス オーストリア (AUT)               | 2位が同タイムのため無し                             |
| 2002 ソルトレイクシティ | チェーティル・アンドレ・オーモット ノルウェー (NOR) | シュテファン・エバーハーター オーストリア (AUT)   | アンドレアス・シフェラー オーストリア (AUT)         |
| 2006 トリノ             | チェーティル・アンドレ・オーモット ノルウェー (NOR) | ヘルマン・マイヤー オーストリア (AUT)             | アンブロジ・ホフマン スイス (SUI)                   |
| 2010 バンクーバー       | アクセル・ルンド・スヴィンダル ノルウェー (NOR)     | ボディー・ミラー アメリカ合衆国 (USA)             | アンドルー・ウェイブレクト アメリカ合衆国 (USA)     |
| 2014 ソチ               | チェーティル・ヤンスルード ノルウェー (NOR)         | アンドルー・ウェイブレクト アメリカ合衆国 (USA)   | ジャン・ヒューデック カナダ (CAN)                   |
| 2014 ソチ               | チェーティル・ヤンスルード ノルウェー (NOR)         | アンドルー・ウェイブレクト アメリカ合衆国 (USA)   | ボディー・ミラー アメリカ合衆国 (USA)               |
| 2018 平昌               | マティアス・マイヤー オーストリア (AUT)             | ベアト・フォイツ スイス (SUI)                     | チェーティル・ヤンスルード ノルウェー (NOR)         |
| 2022 北京               | マティアス・マイヤー オーストリア (AUT)             | ライアン・コクラン＝シーグル アメリカ合衆国 (USA) | アレクサンデル・オーモット・キルデ ノルウェー (NOR) |

### 複合
| 大会名                              | 金                                                  | 銀                                                  | 銅                                              |
| ----------------------------------- | --------------------------------------------------- | --------------------------------------------------- | ----------------------------------------------- |
| 1936 ガルミッシュパルテンキルヒェン | フランツ・プフニュール ドイツ (GER)                 | グスタフ・ランシュナー ドイツ (GER)                 | エミール・アレー フランス (FRA)                 |
| 1948 サンモリッツ                   | アンリ・オレーユ フランス (FRA)                     | カール・モリトール スイス (SUI)                     | ジェームズ・クッテ フランス (FRA)               |
| 1952-1984                           | 実施されず                                          | 実施されず                                          | 実施されず                                      |
| 1988 カルガリー                     | フーベルト・シュトロルツ オーストリア (AUT)         | ベルンハルト・グシュトライン オーストリア (AUT)     | パウル・アッコラ スイス (SUI)                   |
| 1992 アルベールビル                 | ヨゼフ・ポリグ イタリア (ITA)                       | ジャンフランコ・マルティン イタリア (ITA)           | スティーブ・ロハー スイス (SUI)                 |
| 1994 リレハンメル                   | ラッセ・チュース ノルウェー (NOR)                   | チェーティル・アンドレ・オーモット ノルウェー (NOR) | ハラルト・ニールセン ノルウェー (NOR)           |
| 1998 長野                           | マリオ・ライター オーストリア (AUT)                 | ラッセ・チュース ノルウェー (NOR)                   | クリスティアン・マイヤー オーストリア (AUT)     |
| 2002 ソルトレイクシティ             | チェーティル・アンドレ・オーモット ノルウェー (NOR) | ボディー・ミラー アメリカ合衆国 (USA)               | ベンヤミン・ライヒ オーストリア (AUT)           |
| 2006 トリノ                         | テッド・リゲティ アメリカ合衆国 (USA)               | イビツァ・コステリッチ クロアチア (CRO)             | ライナー・シェーンフェルダー オーストリア (AUT) |
| 2010 バンクーバー                   | ボディー・ミラー アメリカ合衆国 (USA)               | イビツァ・コステリッチ クロアチア (CRO)             | シルバン・ツルブリッゲン スイス (SUI)           |
| 2014 ソチ                           | サンドロ・ビレッタ スイス (SUI)                     | イビツァ・コステリッチ クロアチア (CRO)             | クリストフ・インネルホファー イタリア (ITA)     |
| 2018 平昌                           | マルセル・ヒルシャー オーストリア (AUT)             | アレクシス・パンテュロー フランス (FRA)             | ビクトル・ムファ＝ジャンデ フランス (FRA)       |
| 2022 北京                           | ヨハネス・シュトロルツ オーストリア (AUT)           | アレクサンデル・オーモット・キルデ ノルウェー (NOR) | ジェームズ・クロフォード カナダ (CAN)           |

## 女子

### 滑降
| 大会名                      | 金                                              | 銀                                            | 銅                                              |
| --------------------------- | ----------------------------------------------- | --------------------------------------------- | ----------------------------------------------- |
| 1948 サンモリッツ           | ヘディ・シュルンエッガー スイス (SUI)           | トルーデ・バイザー オーストリア (AUT)         | レジ・ハンメラー オーストリア (AUT)             |
| 1952 オスロ                 | トルーデ・ヨーフム＝バイザー オーストリア (AUT) | アンネマリー・ブフナー 西ドイツ (FRG)         | ジュリアーナ・ミヌッツォ イタリア (ITA)         |
| 1956 コルティナダンペッツォ | マドレーヌ・ベルトート スイス (SUI)             | フリーダ・デンツァー スイス (SUI)             | ルシール・ウィーラー カナダ (CAN)               |
| 1960 スコーバレー           | ハイディ・ビーブル 東西統一ドイツ (EUA)         | ペネロープ・ピトー アメリカ合衆国 (USA)       | トラウドゥル・ヘッヒャー オーストリア (AUT)     |
| 1964 インスブルック         | クリストゥル・ハース オーストリア (AUT)         | エディート・ツィマーマン オーストリア (AUT)   | トラウドゥル・ヘッヒャー オーストリア (AUT)     |
| 1968 グルノーブル           | オルガ・パール オーストリア (AUT)               | イザベル・ミール フランス (FRA)               | クリストゥル・ハース オーストリア (AUT)         |
| 1972 札幌                   | マリー＝テレース・ナディヒ スイス (SUI)         | アンネマリー・プレル オーストリア (AUT)       | スーザン・コロック アメリカ合衆国 (USA)         |
| 1976 インスブルック         | ロジー・ミッターマイヤー 西ドイツ (FRG)         | ブリギッテ・トチュニク オーストリア (AUT)     | シンシア・ネルソン アメリカ合衆国 (USA)         |
| 1980 レークプラシッド       | アンネマリー・モザー＝プレル オーストリア (AUT) | ハンニ・ウェンツェル リヒテンシュタイン (LIE) | マリー＝テレース・ナディヒ スイス (SUI)         |
| 1984 サラエボ               | ミケラ・フィジーニ スイス (SUI)                 | マリア・ヴァリザー スイス (SUI)               | オルガ・ハルヴァトヴァー チェコスロバキア (TCH) |
| 1988 カルガリー             | マリナ・キール 西ドイツ (FRG)                   | ブリギッテ・エルトリ スイス (SUI)             | カレン・パーシー カナダ (CAN)                   |
| 1992 アルベールビル         | ケリン・リー＝ガートナー カナダ (CAN)           | ヒラリー・リンド アメリカ合衆国 (USA)         | ヴェロニカ・ヴァリンガー オーストリア (AUT)     |
| 1994 リレハンメル           | カーチャ・ザイツィンガー ドイツ (GER)           | ピカボ・ストリート アメリカ合衆国 (USA)       | イゾルデ・コストナー イタリア (ITA)             |
| 1998 長野                   | カーチャ・ザイツィンガー ドイツ (GER)           | ペニッラ・ヴィーベリ スウェーデン (SWE)       | フロランス・マスナダ フランス (FRA)             |
| 2002 ソルトレイクシティ     | キャロル・モンティエ フランス (FRA)             | イゾルデ・コストナー イタリア (ITA)           | レナーテ・ゲーチュル オーストリア (AUT)         |
| 2006 トリノ                 | ミヒャエラ・ドルフマイスター オーストリア (AUT) | マルティナ・シルト スイス (SUI)               | アニヤ・パーション スウェーデン (SWE)           |
| 2010 バンクーバー           | リンゼイ・ボン アメリカ合衆国 (USA)             | ジュリア・マンクーゾ アメリカ合衆国 (USA)     | エリザベト・ゲーグル オーストリア (AUT)         |
| 2014 ソチ                   | ティナ・マゼ スロベニア (SLO)                   | 1位が同タイムのため無し                       | ララ・グート スイス (SUI)                       |
| 2014 ソチ                   | ドミニク・ギザン スイス (SUI)                   | 1位が同タイムのため無し                       | ララ・グート スイス (SUI)                       |
| 2018 平昌                   | ソフィア・ゴッジャ イタリア (ITA)               | ラグンヒル・モビンケル ノルウェー (NOR)       | リンゼイ・ボン アメリカ合衆国 (USA)             |
| 2022 北京                   | コリーヌ・スッター スイス (SUI)                 | ソフィア・ゴッジャ イタリア (ITA)             | ナディア・デラーゴ イタリア (ITA)               |

### 回転
| 大会名                      | 金                                                  | 銀                                              | 銅                                                |
| --------------------------- | --------------------------------------------------- | ----------------------------------------------- | ------------------------------------------------- |
| 1948 サンモリッツ           | グレッチェン・フレーザー アメリカ合衆国 (USA)       | アントワネット・マイヤー スイス (SUI)           | エリカ・マーリンガー オーストリア (AUT)           |
| 1952 オスロ                 | アンドレア・ミード＝ローレンス アメリカ合衆国 (USA) | オジー・ライヒャート 西ドイツ (FRG)             | アンネマリー・ブフナー 西ドイツ (FRG)             |
| 1956 コルティナダンペッツォ | レネ・コリヤール スイス (SUI)                       | レギーナ・シェプフ オーストリア (AUT)           | エフゲニヤ・シドロワ ソビエト連邦 (URS)           |
| 1960 スコーバレー           | アン・ヘグヴァイト カナダ (CAN)                     | ベッツィ・スナイト アメリカ合衆国 (USA)         | バルバラ・ヘンネベルガー 東西統一ドイツ (EUA)     |
| 1964 インスブルック         | クリスティーヌ・ゴワシェル フランス (FRA)           | マリエル・ゴワシェル フランス (FRA)             | ジーン・ソーバート アメリカ合衆国 (USA)           |
| 1968 グルノーブル           | マリエル・ゴワシェル フランス (FRA)                 | ナンシー・グリーン カナダ (CAN)                 | アニー・ファモーズ フランス (FRA)                 |
| 1972 札幌                   | バーバラ・コクラン アメリカ合衆国 (USA)             | ダニエル・デベルナール フランス (FRA)           | フロランス・ステュレール フランス (FRA)           |
| 1976 インスブルック         | ロジー・ミッターマイヤー 西ドイツ (FRG)             | クラウディア・ジョルダーニ イタリア (ITA)       | ハンニ・ウェンツェル リヒテンシュタイン (LIE)     |
| 1980 レークプラシッド       | ハンニ・ウェンツェル リヒテンシュタイン (LIE)       | クリスタ・キンスホーファー 西ドイツ (FRG)       | エリカ・ヘス スイス (SUI)                         |
| 1984 サラエボ               | パオレッタ・マゴニ イタリア (ITA)                   | ペリーヌ・ペラン フランス (FRA)                 | ウルズラ・コンツェット リヒテンシュタイン (LIE)   |
| 1988 カルガリー             | フレニ・シュナイダー スイス (SUI)                   | マテヤ・スヴェト ユーゴスラビア (YUG)           | クリスタ・キンスホーファー 西ドイツ (FRG)         |
| 1992 アルベールビル         | ペトラ・クロンベルガー オーストリア (AUT)           | アンネリーズ・コバーガー ニュージーランド (NZL) | ブランカ・フェルナンデス・オチョア スペイン (ESP) |
| 1994 リレハンメル           | フレニ・シュナイダー スイス (SUI)                   | エルフィ・エダー オーストリア (AUT)             | カーチャ・コレン スロベニア (SLO)                 |
| 1998 長野                   | ヒルデ・ゲルク ドイツ (GER)                         | デボラ・コンパニョーニ イタリア (ITA)           | ザリ・ステッガル オーストラリア (AUS)             |
| 2002 ソルトレイクシティ     | ヤニツァ・コステリッチ クロアチア (CRO)             | ロール・ペクニョ フランス (FRA)                 | アニヤ・パーション スウェーデン (SWE)             |
| 2006 トリノ                 | アニヤ・パーション スウェーデン (SWE)               | ニコーレ・ホスプ オーストリア (AUT)             | マルリース・シルト オーストリア (AUT)             |
| 2010 バンクーバー           | マリア・リーシュ ドイツ (GER)                       | マルリース・シルト オーストリア (AUT)           | サルカ・ザフロブスカ チェコ (CZE)                 |
| 2014 ソチ                   | ミカエラ・シフリン アメリカ合衆国 (USA)             | マルリース・シルト オーストリア (AUT)           | キャスリン・ゼッテル オーストリア (AUT)           |
| 2018 平昌                   | フリダ・ハンスドター スウェーデン (SWE)             | ウェンディ・ホルデナー スイス (SUI)             | カタリナ・ガルフーバー オーストリア (AUT)         |
| 2022 北京                   | ペトラ・ブルホバー スロバキア (SVK)                 | カタリナ・リーンスベルガー オーストリア (AUT)   | ウェンディ・ホルデナー スイス (SUI)               |

### 大回転
| 大会名                      | 金                                                  | 銀                                                  | 銅                                            |
| --------------------------- | --------------------------------------------------- | --------------------------------------------------- | --------------------------------------------- |
| 1952 オスロ                 | アンドレア・ミード＝ローレンス アメリカ合衆国 (USA) | ダグマル・ロム オーストリア (AUT)                   | アンネマリー・ブフナー 西ドイツ (FRG)         |
| 1956 コルティナダンペッツォ | オジー・ライヒャート 東西統一ドイツ (EUA)           | ヨゼフィーヌ・フランドゥル オーストリア (AUT)       | ドロテア・ホッホライトナー オーストリア (AUT) |
| 1960 スコーバレー           | イヴォンヌ・リューク スイス (SUI)                   | ペネロープ・ピトー アメリカ合衆国 (USA)             | ジュリアーナ・ミヌッツォ イタリア (ITA)       |
| 1964 インスブルック         | マリエル・ゴワシェル フランス (FRA)                 | クリスティーヌ・ゴワシェル フランス (FRA)           | 2位が同タイムのため無し                       |
| 1964 インスブルック         | マリエル・ゴワシェル フランス (FRA)                 | ジーン・ソーバート アメリカ合衆国 (USA)             | 2位が同タイムのため無し                       |
| 1968 グルノーブル           | ナンシー・グリーン カナダ (CAN)                     | アニー・ファモーズ フランス (FRA)                   | フェルナンド・ボシャテ スイス (SUI)           |
| 1972 札幌                   | マリー＝テレース・ナディヒ スイス (SUI)             | アンネマリー・プレル オーストリア (AUT)             | ヴィルトルート・ドレクセル オーストリア (AUT) |
| 1976 インスブルック         | キャシー・クレイナー カナダ (CAN)                   | ロジー・ミッターマイヤー 西ドイツ (FRG)             | ダニエル・デベルナール フランス (FRA)         |
| 1980 レークプラシッド       | ハンニ・ウェンツェル リヒテンシュタイン (LIE)       | イレーネ・エップレ 西ドイツ (FRG)                   | ペリーヌ・ペラン フランス (FRA)               |
| 1984 サラエボ               | デビー・アームストロング アメリカ合衆国 (USA)       | クリスティン・クーパー アメリカ合衆国 (USA)         | ペリーヌ・ペラン フランス (FRA)               |
| 1988 カルガリー             | フレニ・シュナイダー スイス (SUI)                   | クリスタ・キンスホーファー 西ドイツ (FRG)           | マリア・ヴァリザー スイス (SUI)               |
| 1992 アルベールビル         | ペニッラ・ヴィーベリ スウェーデン (SWE)             | ダイアン・ロフェ アメリカ合衆国 (USA)               | 2位が同タイムのため無し                       |
| 1992 アルベールビル         | ペニッラ・ヴィーベリ スウェーデン (SWE)             | アニタ・ヴァハター オーストリア (AUT)               | 2位が同タイムのため無し                       |
| 1994 リレハンメル           | デボラ・コンパニョーニ イタリア (ITA)               | マルティナ・エルトゥル ドイツ (GER)                 | フレニ・シュナイダー スイス (SUI)             |
| 1998 長野                   | デボラ・コンパニョーニ イタリア (ITA)               | アレキサンドラ・マイスニッツァー オーストリア (AUT) | カーチャ・ザイツィンガー ドイツ (GER)         |
| 2002 ソルトレイクシティ     | ヤニツァ・コステリッチ クロアチア (CRO)             | アニヤ・パーション スウェーデン (SWE)               | ソニア・ネフ スイス (SUI)                     |
| 2006 トリノ                 | ジュリア・マンクーゾ アメリカ合衆国 (USA)           | ターニャ・ポウティアイネン フィンランド (FIN)       | アンナ・オットソン スウェーデン (SWE)         |
| 2010 バンクーバー           | ビクトリア・レーベンスブルク ドイツ (GER)           | ティナ・マゼ スロベニア (SLO)                       | エリザベト・ゲーグル オーストリア (AUT)       |
| 2014 ソチ                   | ティナ・マゼ スロベニア (SLO)                       | アンナ・フェニンガー オーストリア (AUT)             | ビクトリア・レーベンスブルク ドイツ (GER)     |
| 2018 平昌                   | ミカエラ・シフリン アメリカ合衆国 (USA)             | ラグンヒル・モビンケル ノルウェー (NOR)             | フェデリカ・ブリニョネ イタリア (ITA)         |
| 2022 北京                   | サラ・ヘクトル スウェーデン (SWE)                   | フェデリカ・ブリニョーネ イタリア (ITA)             | ララ・グート＝ベーラミ スイス (SUI)           |

### スーパー大回転
| 大会名                  | 金                                              | 銀                                              | 銅                                                  |
| ----------------------- | ----------------------------------------------- | ----------------------------------------------- | --------------------------------------------------- |
| 1988 カルガリー         | ジークリット・ヴォルフ オーストリア (AUT)       | ミケラ・フィジーニ スイス (SUI)                 | カレン・パーシー カナダ (CAN)                       |
| 1992 アルベールビル     | デボラ・コンパニョーニ イタリア (ITA)           | キャロル・メルル フランス (FRA)                 | カーチャ・ザイツィンガー ドイツ (GER)               |
| 1994 リレハンメル       | ダイアン・ロフェ アメリカ合衆国 (USA)           | スヴェトラーナ・グラディシェワ ロシア (RUS)     | イゾルデ・コストナー イタリア (ITA)                 |
| 1998 長野               | ピカボ・ストリート アメリカ合衆国 (USA)         | ミヒャエラ・ドルフマイスター オーストリア (AUT) | アレキサンドラ・マイスニッツァー オーストリア (AUT) |
| 2002 ソルトレイクシティ | ダニエラ・チェッカレッリ イタリア (ITA)         | ヤニツァ・コステリッチ クロアチア (CRO)         | カレン・プッツァー イタリア (ITA)                   |
| 2006 トリノ             | ミヒャエラ・ドルフマイスター オーストリア (AUT) | ヤニツァ・コステリッチ クロアチア (CRO)         | アレキサンドラ・マイスニッツァー オーストリア (AUT) |
| 2010 バンクーバー       | アンドレア・フィッシュバハー オーストリア (AUT) | ティナ・マゼ スロベニア (SLO)                   | リンゼイ・ボン アメリカ合衆国 (USA)                 |
| 2014 ソチ               | アンナ・フェニンガー オーストリア (AUT)         | マリア・ヘッフル＝リーシュ ドイツ (GER)         | ニコル・ホスプ オーストリア (AUT)                   |
| 2018 平昌               | エステル・レデツカ チェコ (CZE)                 | アナ・ファイト オーストリア (AUT)               | ティナ・ワイラター リヒテンシュタイン (LIE)         |
| 2022 北京               | ララ・グート＝ベーラミ スイス (SUI)             | ミリアム・プフナー オーストリア (AUT)           | ミシェル・ギザン スイス (SUI)                       |

### 複合
| 大会名                              | 金                                              | 銀                                            | 銅                                        |
| ----------------------------------- | ----------------------------------------------- | --------------------------------------------- | ----------------------------------------- |
| 1936 ガルミッシュパルテンキルヒェン | クリストゥル・クランツ ドイツ (GER)             | ケーテ・グラゼッガー ドイツ (GER)             | ライラ・ショー・ニルセン ノルウェー (NOR) |
| 1948 サンモリッツ                   | トルーデ・ヨーフム＝バイザー オーストリア (AUT) | グレッチェン・フレーザー アメリカ合衆国 (USA) | エリカ・マーリンガー オーストリア (AUT)   |
| 1952-1984                           | 実施されず                                      | 実施されず                                    | 実施されず                                |
| 1988 カルガリー                     | アニタ・ヴァハター オーストリア (AUT)           | ブリギッテ・エルトリ スイス (SUI)             | マリア・ヴァリザー スイス (SUI)           |
| 1992 アルベールビル                 | ペトラ・クロンベルガー オーストリア (AUT)       | アニタ・ヴァハター オーストリア (AUT)         | フロランス・マスナダ フランス (FRA)       |
| 1994 リレハンメル                   | ペニッラ・ヴィーベリ スウェーデン (SWE)         | フレニ・シュナイダー スイス (SUI)             | アレンカ・ドヴザン スロベニア (SLO)       |
| 1998 長野                           | カーチャ・ザイツィンガー ドイツ (GER)           | マルティナ・エルトゥル ドイツ (GER)           | ヒルデ・ゲルク ドイツ (GER)               |
| 2002 ソルトレイクシティ             | ヤニツァ・コステリッチ クロアチア (CRO)         | レナーテ・ゲーチュル オーストリア (AUT)       | マルティナ・エルトゥル ドイツ (GER)       |
| 2006 トリノ                         | ヤニツァ・コステリッチ クロアチア (CRO)         | マルリース・シルト オーストリア (AUT)         | アニヤ・パーション スウェーデン (SWE)     |
| 2010 バンクーバー                   | マリア・リーシュ ドイツ (GER)                   | ジュリア・マンクーゾ アメリカ合衆国 (USA)     | アニヤ・パーション スウェーデン (SWE)     |
| 2014 ソチ                           | マリア・ヘッフル＝リーシュ ドイツ (GER)         | ニコル・ホスプ オーストリア (AUT)             | ジュリア・マンクーゾ アメリカ合衆国 (USA) |
| 2018 平昌                           | ミシェル・ギザン スイス (SUI)                   | ミカエラ・シフリン アメリカ合衆国 (USA)       | ウェンディ・ホルデナー スイス (SUI)       |
| 2022 北京                           | ミシェル・ギザン スイス (SUI)                   | ウェンディ・ホルデナー スイス (SUI)           | フェデリカ・ブリニョーネ イタリア (ITA)   |

## 混合団体
| 大会名    | 金 | 銀 | 銅 |
| --------- | --- | --- | --- |
| 2018 平昌 | スイス ルカ・アエルニ デニス・ファイアーアーベント ウェンディ・ホルデナー ダニエル・ユール ラモン・ツェンヘウゼルン                                            | オーストリア ステファニー・ブロナー マニュエル・フェラー カタリナ・ガルフーバー カタリーナ・リーンスベルガー ミヒャエル・マット マルコ・シュワルツ | ノルウェー セバスチャン・フォス・ソレバーグ ニナ・レセト レイフ・クリスティアン・ホーゲン クリスティン・ライズダール ジョナサン・ノルトボッテン マーレン・スキョルド                                |
| 2022 北京 | オーストリア (AUT) カタリナ・トルッペ シュテファン・ブレンシュタイナー カタリナ・リーンスベルガー ヨハネス・シュトロルツ カタリナ・フーバー ミヒャエル・マット | ドイツ (GER) レナ・デュール ユリアン・ラウフフス エマ・アイヒャー アレクサンダー・シュミット リヌス・シュトラッサー                                | ノルウェー (NOR) マリア・テレーセ・トヴィベルグ ファビアン・ウィルケンス・ソルハイム テア・ルイーセ・スティエルネスン ティモン・ハウガン ミナ・フュルスト・ホルトマン} ラスムス・ウィンディングスタ |